# AG2R Prévoyance/2005
Deze pagina geeft een overzicht van de wielerploeg Ag2r Prévoyance in 2005.
| Naam               | Geboortedatum | Nationaliteit | Ploeg 2004                      |
| ------------------ | ------------- | ------------- | ------------------------------- |
| Mikel Astarloza    | 17-11-1979    | Spanje        |                                 |
| Sylvain Calzati    | 01-07-1979    | Frankrijk     | RAGT Semences                   |
| Íñigo Chaurreau    | 14-04-1973    | Spanje        |                                 |
| Philip Deignan     | 07-09-1983    | Ierland       | VC La Pomme-Marseille (espoirs) |
| Cyril Dessel       | 29-11-1974    | Frankrijk     | Phonak                          |
| Samuel Dumoulin    | 20-08-1980    | Frankrijk     |                                 |
| Andy Flickinger    | 04-11-1978    | Frankrijk     |                                 |
| Simon Gerrans      | 16-05-1980    | Australië     | U Nantes Atlantique (espoirs)   |
| Stéphane Goubert   | 13-03-1970    | Frankrijk     |                                 |
| Joeri Krivtsov     | 07-02-1979    | Oekraïne      |                                 |
| Laurent Mangel     | 22-05-1981    | Frankrijk     | SCO Dijon (espoirs)             |
| Lloyd Mondory      | 26-04-1982    | Frankrijk     |                                 |
| Jean-Patrick Nazon | 18-01-1977    | Frankrijk     |                                 |
| Christophe Oriol   | 28-02-1973    | Frankrijk     |                                 |
| Nicolas Portal     | 23-04-1979    | Frankrijk     |                                 |
| Erki Pütsep        | 25-05-1976    | Estland       |                                 |
| Christophe Riblon  | 17-01-1981    | Frankrijk     | CC Nogent-sur-Oise (espoirs)    |
| Mark Scanlon       | 10-10-1980    | Ierland       |                                 |
| Ludovic Turpin     | 22-03-1975    | Frankrijk     |                                 |
| Aljaksandr Oesaw   | 27-08-1977    | Wit-Rusland   | Phonak                          |
| Tomas Vaitkus      | 04-02-1982    | Litouwen      | Landbouwkrediet                 |

2000 · 2001 · 2002 · 2003 · 2004 · 2005 · 2006 · 2007 · 2008 · 2009 · 2010 · 2011 · 2012 · 2013 · 2014 · 2015 · 2016 · 2017 · 2018 · 2019 · 2020 · 2021 · 2022 · 2023 · 2024 · 2025